# Сенкевский, Иаким
Иаким Иван Сенкевский (укр. Яким Сеньківський, 2 июля 1896 года в Великих Гаях, Тернопольская область, Украина — 29 июня 1941 года в Дрогобыче, Украина) — блаженный Украинской греко-католической церкви, священник, монах, мученик.

## Биография
Изучал теологию во Львове. Получил степень доктора богословия в Иннсбруке. Был рукоположён в священники 4 декабря 1921 года. В 1923 году вступил в греко-католический монастырь базилиан. С 1931 по 1938 год жил в монастыре св. Онуфрия во Львове.
В 1939 году был назначен настоятелем монастыря в Дрогобыче. 26 июня 1941 года был арестован советскими властями и 29 июня 1941 года погиб в дрогобычской тюрьме.

## Прославление
27 июня 2001 года был причислен к лику блаженных римским папой Иоанном Павлом II во время его посещения Украины в 2001 году